# La guerra dei bottoni
La guerra dei bottoni (La Guerre des boutons) è un romanzo dello scrittore francese Louis Pergaud, pubblicato per la prima volta nel 1912.
La guerra dei bottoni narra le vicende di un gruppo di ragazzini impegnati nell'appassionante "gioco della guerra", condotta contro i coetanei del villaggio vicino, da sempre rivale. La storia, ambientata nella campagna francese di fine Ottocento, descrive l'evolversi in senso sempre più ampio della sfida "all'ultimo bottone" tra gli scolari di Longeverne capitanati da Lebrac, e quelli di Velrans comandati dall'Azteco. 
Il romanzo – il più celebre di Pergaud – è parzialmente autobiografico: l'autore si è ispirato alla sua vita nel paese di Landresse (dipartimento di Doubs), dove si trovò a insegnare come maestro elementare per due anni.
Il titolo deriva dal bottino di guerra conseguito via via dalle due bande a scapito l'una dell'altra; i prigionieri, infatti, vengono spogliati dai vincitori di tutti i bottoni, fibbie e lacci che portano addosso, e rimandati a casa tra il dileggio generale coi pantaloni in mano.
Quasi ogni capitolo porta come epigrafe un breve brano tratto da un autore famoso: Michel de Montaigne, Victor Hugo, Jean Racine, François Rabelais, Arthur Rimbaud, Charles Baudelaire, Pierre de Ronsard e Pierre Corneille.

## Trama
La storia, nella maggioranza dei capitoli, viene raccontata attraverso il punto di vista dei bambini di Longeverne. A partire dall'autunno, con l'inizio della scuola, come succede ogni anno ormai da tempo immemorabile, l'esercito di Longeverne inizia la sua campagna bellica contro quelli di Velrans. Infatti è proprio una delle prime mattine autunnali, quella in cui i fratelli Gibus, membri della banda di Longeverne, vengono assaliti dall'esercito di Velrans che, dopo averli presi a sassate e indotti alla fuga, li offende a parole. Tra gli epiteti, ce n'è uno in particolare che li turba: "balle di palta", ovvero "testicoli di fanghiglia", pronunciato da un certo Migue La Lune, soldato di Velrans che risulta particolarmente antipatico e infantile. Per lavare l'onta, l'esercito di Longeverne risponde al fuoco nello stesso pomeriggio, e per molti altri pomeriggi successivi. Lo scontro procede a fasi alternate, e vede ora il trionfo degli uni ora degli altri. Più spesso sono i protagonisti del romanzo, i ragazzi di Longeverne, a cui l'autore dà uno stampo fortemente anticlericale, contrapposto al bigottismo degli avversari, ad avere la meglio. Dopo alcuni scontri, culminati con catture varie, sequestro dei bottoni del malcapitato prigioniero, e rientro a casa con punizione di quest'ultimo, il capo dell'esercito longevernese, Lebrac, ha un'idea: battersi completamente nudi, unica maniera per non farsi depredare dei bottoni. L'assalto si rivela un successo, ma di breve durata: il freddo, e l'imbarazzo hanno la meglio. Perciò si passa a un piano B: avere bottoni di riserva, ora sequestrati ai nemici, ora comprati con la complicità di Maria, la sorella di Tintin innamorata di Lebrac. Per custodire le riserve e i soldi, viene inizialmente incaricato proprio Tintin, il quale però, scoperto dal maestro Papà Simon, viene da quest'ultimo messo in punizione, dopo aver avvertito i genitori di Tintin, che, compromesso, è costretto a rinunciare all'incarico di tesoriere. Non tutto il male viene per nuocere, è grazie a questa impossibilità di Tintin che nasce l'idea di costruire una capanna, che faccia da rifugio non solo al "tesoro", ma alla banda stessa. Le cose iniziano a filare in modo giusto: ogni membro dell'esercito di Longeverne rientra con nuovi bottoni ricuciti, il rifugio è la sede ideale per feste alcoliche con canti goliardici, e la sera stessa in cui rubano i calzoni a Tintin, l'esercito di Longeverne riesce a riconquistarli... ma la disgrazia è dietro l'angolo: una lite tra Camus, il vicecapo dell'esercito di Longeverne e Bacaillé, porta al tradimento di quest'ultimo, che rivela ai nemici dove si trovano il rifugio e il tesoro. Scoperto, Bacaillé viene picchiato e torturato in ogni maniera dai suoi ex-camerati, ma fuggito in paese in stato pietoso, e soccorso dai paesani di Longeverne, rivela non solo quanto subito, ma tutti i retroscena, mettendo così fine all'esercito di Longeverne. Ogni membro, scoperto, punito dalla famiglia e tenuto sotto massima sorveglianza dalla medesima e dal maestro, deve ammainare bandiera. Una sola cosa dà speranza: ritrovare il tesoro rubato, il che avverrà grazie a Gambette e Grangibus, i quali, abitando fuori paese, non hanno ricevuto la punizione, e con false giustificazioni portate a scuola e prese per buone, riescono, saltando diverse lezioni, a recuperare il maltolto. Soltanto dopo un paio di settimane, i ragazzi di Longeverne riescono a ritrovarsi per fare il punto della situazione, dichiarando che la guerra è al momento accantonata e perduta, ma non completamente, soltanto sospesa... il tempo che le acque si calmino e poi riprenderanno la lotta. Lebrac è pronto ad andare anche da solo, stando alle sue parole, ma forse è solo un'ultima illusione, prima che maggiori impegni li portino per sempre lontano dal loro mondo. L'ultima frase posta a commento dell'intero racconto è detta da La Crique e riferita ai "grandi": "E dire che quando saremo grandi, diventeremo anche noi bestie come loro."

## Personaggi protagonisti

### I ragazzi di Longeverne
- Lebrac/La Braque: il capo dell'esercito di Longeverne, considerato "testardo come un mulo, intelligente come una scimmia e vispo come una lepre", è innamorato della sorella di Tintin, la gentile e graziosissima Maria. Forte e generoso, capo incontrastato dei Longeverne e dotato di grande coraggio. Catturato dai nemici, e privato dei bottoni, si rifugerà in un fosso, dal quale uscirà mostrando il fondoschiena agli avversari offendendoli.
- Camus: il tenente di Lebrac, abilissimo ad usare la fionda attraverso cui spara proiettili micidiali, è innamorato di Ottavia. Chiamato "il fine arrampicatore" per la sua abilità nel trovare rifugi sugli alberi.
- La Crique: l'intellettuale e sempre allegro e vispo membro del gruppo, il suo cervello schizza idee a raffica continua, quasi quanto quello di Lebrac. Aiuta sempre i compagni suggerendo durante le interrogazioni in classe. Conosce a memoria l'intera storia della secolare guerra tra Longeverne e Velrans.
- Tintin: tesoriere della banda, a lui è affidato il compito di conservare gelosamente il bottino di guerra strappato al nemico. La sorella Marie è innamorata di Lebrac.
- I due fratelli Les Gibus: Grangibus e Tigibus, quest'ultimo il minore che segue dappertutto il fratello più grande. Vivono alle porte del paese.
- Boulot: anche lui vive al di fuori del centro urbano, come i due Gibus.
- Gambette: il suo nomignolo gli deriva da Léon Gambetta, chiamato così perché è il messaggero che durante gli scontri porta al comando le notizie sulle "perdite subite". Abita alla Còte, fuori da Longeverne e ciò si rivela un'arma vincente, dato che può evitare i controlli di maestro e famiglia.
- Guignard: ragazzo che soffre di strabismo e che si deve girare sul fianco per guardarti in faccia.
- Tétas o Tétard: ragazzo dalla grossa testa.
- Guerreillas: il cui sguardo "con quegli occhioni terribilmente strabuzzati, faceva apparire Guignard come un Adone"
- Bati: uno dei più piccoli membri della banda, demoralizzato dal fatto che suo padre non si ubriaca mai a differenza degli altri.
- Bacaillé: frustrato a causa di un difetto fisico (è storpio), e geloso a causa dell'amore che Ottavia nutre nei confronti di Camus, tradisce la banda andando a rivelare a quelli di Velrans dove si trova la capanna al cui interno viene nascosto il bottino del tesoro. Subita la dura vendetta dei suoi ex-compagni, li accuserà davanti a tutti senza rivelare il suo tradimento e questo attirerà sui ragazzi la più severa punizione della loro vita.

### I ragazzi di Velrans
- L'Azteco des Gués: capo dell'esercito di Velrans, così chiamato a causa della sua bassa statura. Riuscirà a catturare Lebrac e a farlo tornare a casa seminudo, dopo averlo fatto prendere a scudisciate con un ramo d'albero; verrà però sconfitto dallo stesso Lebrac che si vendicherà. Il suo grido di battaglia è "Alla morte!". Derubato dai calzoni, escogiterà, con Touleguele un piano machiavellico per tornare a casa senza essere scoperto. I suoi calzoni, verranno messi alle gambe di una statua di San Giuseppe, posta al centro di Longeverne, ad opera di Lebrac e Camus. L'evento causerà scandalo, ma i colpevoli verranno scoperti solo grazie alla confessione infame di Bacaillé
- Toulegueule: primo tenente dell'Azteco, durante ogni scontro il suo avversario è sempre Camus.
- Migue La Lune: esile e piuttosto timido, con un tic che gli fa battere in continuazione gli occhi. Sarà il primo a venir catturato dall'armata de Longeverne, minacciando, in questa occasione, di ricorrere al sindaco e al curato se non lo lasciano, però si riscatterà catturando Lebrac.
- Tatti: il più grande e grosso della banda, ma anche il più sciocco, riuscirà però a catturare Tintin con l'inganno.
- Banail: amico di Toulegueule.

### Altri personaggi
- Papà Simon: è il maestro di Longeverne, rigido e inflessibile, non esita a punirli con lezioni e compiti extra. Odiato dai ragazzi che lo definiscono "uno stupidotto"
- Zephirìn: guardia campestre, veterano di campagne belliche e fervente bevitore, spesso oggetto di scherzi da parte dei ragazzi di Longeverne.
- Maria: sorella di Tintin, innamorata di Lebrac, ha particolarmente a cuore le sorti del fratello e dell'esercito, spesso finisce punita dai genitori per via delle sue simpatie per Lebrac.
- Ottavia; fidanzata ufficiale di Camus, spesso collabora con Maria per ricucire i bottoni ai suoi compagni. Amata anche da Bacaillé senza fortuna, è il motivo principale del tradimento di quest'ultimo.

## Trasposizioni cinematografiche
- La guerra dei bottoni (La guerre des gosses) - film (Francia, 1936), diretto da Jacques Daroy.[1]
- La guerra dei bottoni (La guerre des boutons) - film (Francia, 1962), diretto da Yves Robert.[2]
- La guerra dei bottoni (War of the Buttons) - film (GB-Francia-Giappone, 1994), diretto da John Roberts.[3]
- La guerra dei bottoni (La guerre des boutons) - film (Francia, 2011), diretto da Yann Samuell.[4]
- La guerra dei bottoni (La nouvelle guerre des boutons) - film (Francia, 2011), diretto da Christophe Barratier.[5]